# Трамвайна аварія 10 січня 1972 року

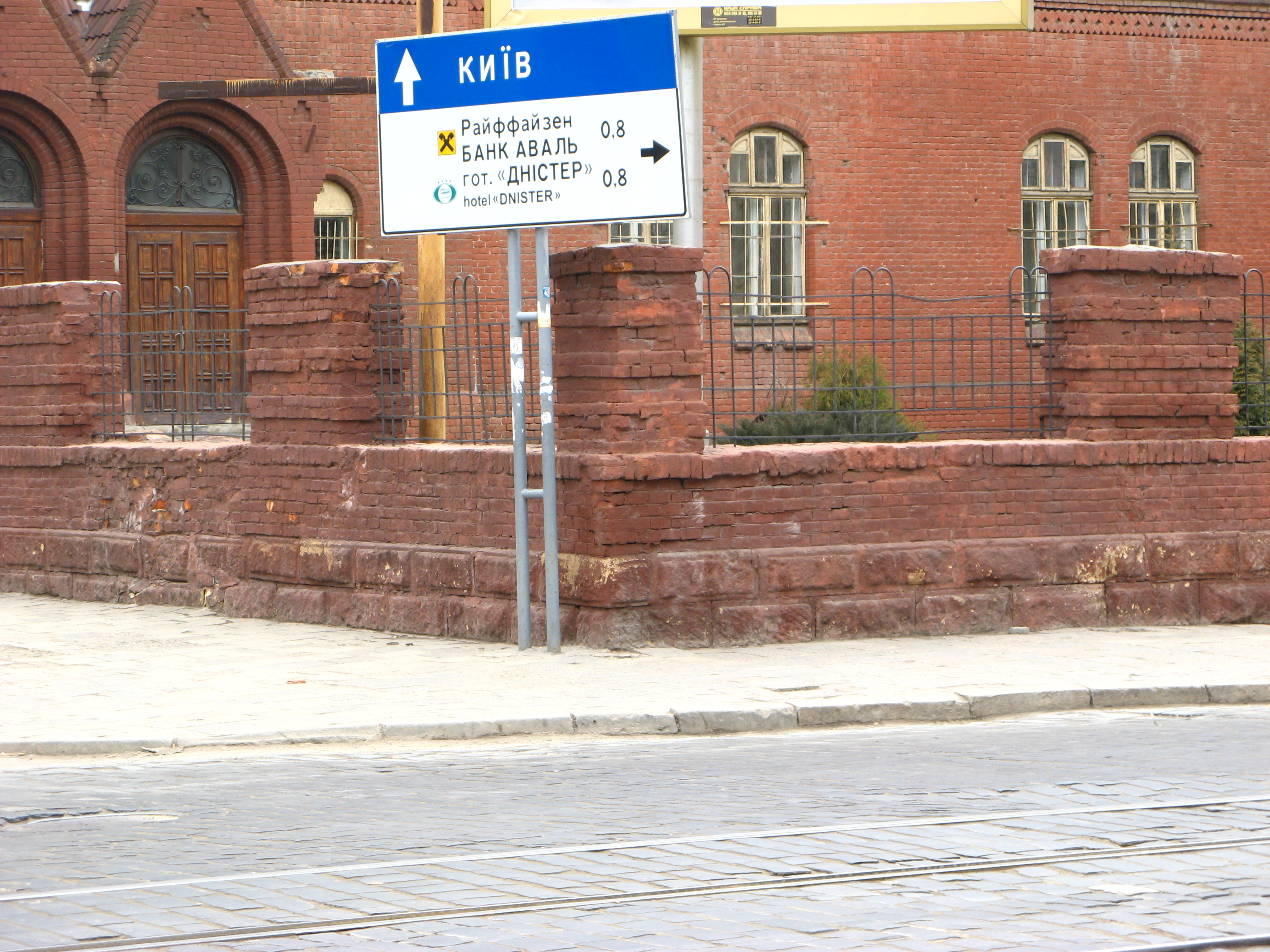
Огорожа школи (на розі вулиць Городоцької та Леонтовича), у яку врізався трамвай

Трамва́йна ава́рія 10 сі́чня 1972 ро́ку — трамвайна аварія, що сталася 10 січня 1972 року у Львові на вулиці 1 травня; наймасштабніша аварія в історії львівського трамвая, в якій загинули 13 осіб.

## Перебіг подій
До аварії колії трамваю розташовувалися посередині проїзної частини, а також були зупинки, розташовані на острівцях безпеки посередині проїзної частини (безпосередньо біля колії). Вони були виділені бордюром і гарантували безпеку пасажирам, які чекали трамвай.

Цитата з доповідної записки Львівському обкому КП України:
10 січня 1972 о 15 годині 30 хвилин у м. Львові з трамвайним поїздом № 472/572 маршруту № 6, водій Макара Надія Іванівна 1948 року народження, сталася аварія. При в'їзді на перехрестя вулиць 1-го Травня / Шевченка / Леонтовича, трамвайний поїзд зійшов з трамвайних колій, заїхав на посадочну площадку трамвайної зупинки, де збив громадян, які знаходились на ній, в'їхав на лівий тротуар і вдарився в цегляну огорожу школи, внаслідок чого на місці загинуло 11 осіб, декілька померло від ран у лікарні — 2 особи.
Всього загинуло 13 осіб, поранених у тяжкій формі 6 осіб, 5 — у середній та 12 — у легкій формі.

Серед загиблих 4 особи — мешканці м. Львова, 8 — з населених пунктів Львівської області та один житель с. Городище, Бахмачського району Чернігівської області.
Увечері цього ж дня про подію повідомив «Голос Америки». Радянська преса замовчувала факт трагедії, лише газета «Вільна Україна» за 11 січня 1972 року в нижньому кутку третьої сторінки надрукувала:
|  | Виконком Львівської міської Ради депутатів трудящих висловлює глибоке співчуття рідним і близьким потерпілих при аварії трамваю в м. Львові 10 січня 1972 року. Для розслідування причин аварії, вжиття заходів з посилення безпеки руху міського транспорту та надання допомоги сім'ям потерпілих створена спеціальна комісія. |

## Причини аварії
Згідно з висновком технічної комісії від 14 січня 1972 року, причиною аварії є те, що водійка трамвайного поїзда 472/572 Макара Надія Іванівна, проїхавши перехрестя вулиць Одеська/1 Травня на затяжному схилі протяжністю 1076 метрів, розвинула велику швидкість поїзда, внаслідок неправильного управління гальмами:
Зафіксоване положення штурвала головного контролеру виключало роботу основного електродинамічного гальма, а включення двигунів на задній хід привело до відключення автомата силової електромережі вагону. Повні бункера піску свідчать про те, що водійка не застосувала пісок для гальмування, що зобов'язана була зробити відповідно до інструкції. Кондуктори обох вагонів — моторного та причепного, своєчасно не вжили необхідних заходів щодо гальмування вагонів, не знаходились на місцях біля механічних тормозів, як це вимагає службова інструкція.
Серед фахівців побутує думка що у вагоні виникла несправність електродинамічних гальм моторного вагона в русі, від чого водійка намагалась спинити вагон альтернативними гальмами, але не впоралась із механізмом.
Також у суспільстві побутує хибна думка про те, що начебто водійка заснула. Це твердження документально не підтвердилось.